# Michail Alexandrowitsch Wrubel

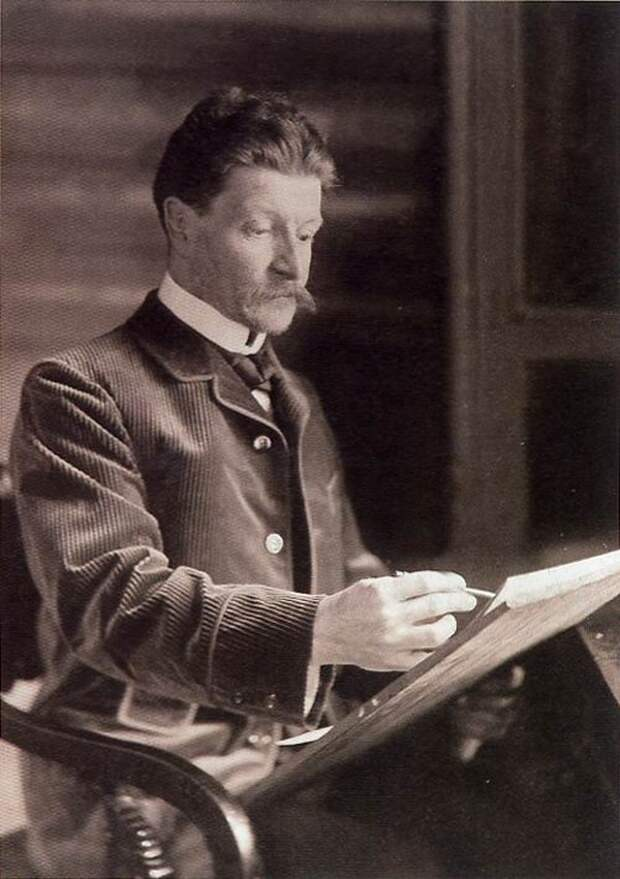
Michail Wrubel, 1900er Jahre

Michail Alexandrowitsch Wrubel (russisch Михаил Александрович Врубель, wiss. Transliteration Michail Aleksandrovič Vrubel'; engl. Transkription: Mikhail Aleksandrovich Vrubel; * 5. Märzjul. / 17. März 1856greg. in Omsk; † 1. Apriljul. / 14. April 1910greg. in Sankt Petersburg) war ein russischer Maler, Bildhauer, Keramiker und Bühnenbildner des Symbolismus und des Jugendstils.

## Leben
Er studierte zuerst an der Petersburger Universität und danach von 1880 bis 1884 an der Petersburger Kunstakademie. Von 1884 bis 1889 lebte er in  Kiew, wo er im Auftrag der lokalen Geistlichkeit mehrere Skizzen für die Fresken in der Wladimirkathedrale erstellte und sich als Maler an der Ergänzung und Restaurierung der Fresken in der Kyrill-Kirche ebenda beteiligte. 1889 zog er nach Moskau, wo er Mitglied des Künstlerkreises um den russischen Mäzen Mamontow wurde und auch in der Künstlerkolonie Abramzewo arbeitete.
Wrubels Stil kennzeichnet die dramatische Intensität von Farbe und „kristalliner“ Klarheit. Seine Werke waren durch subjektiv-mystische Vorstellungen und Allegorien gekennzeichnet. Insbesondere seine Illustrationen zum Gedicht von Michail Lermontow „Der Dämon“ waren von tiefem Pessimismus und spannungsgeladener Dramatik, die seinen Ruhm als einer der führenden Vertreter des Symbolismus begründeten. Die Motive für seine Werke entsprangen sowohl den traditionellen russischen Märchen und Heldenepen (Bylinen) als auch der westlichen klassischen Literatur. In seinem Schaffen strebte er eine große Monumentalität und starkes psychologisches Wirken auf den Betrachter an. Bis zu seinem Tod blieb Wrubel ein Bezugspunkt für viele Schüler und Nachahmer. Ferner arbeitete Wrubel für das Theater und illustrierte außer Lermontows Gedichte auch Leo Tolstois Roman Anna Karenina.
Eine Großnichte Wrubels war die Menschenrechtlerin Tatjana Sergejewna Chodorowitsch.

## Werke (Auswahl)

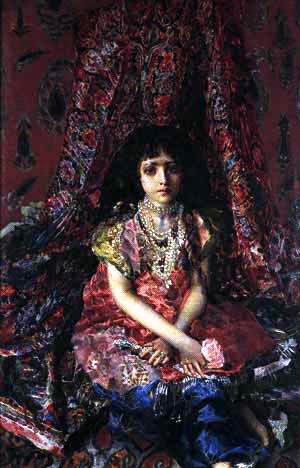
Das Mädchen vor dem Perserteppich, 1886
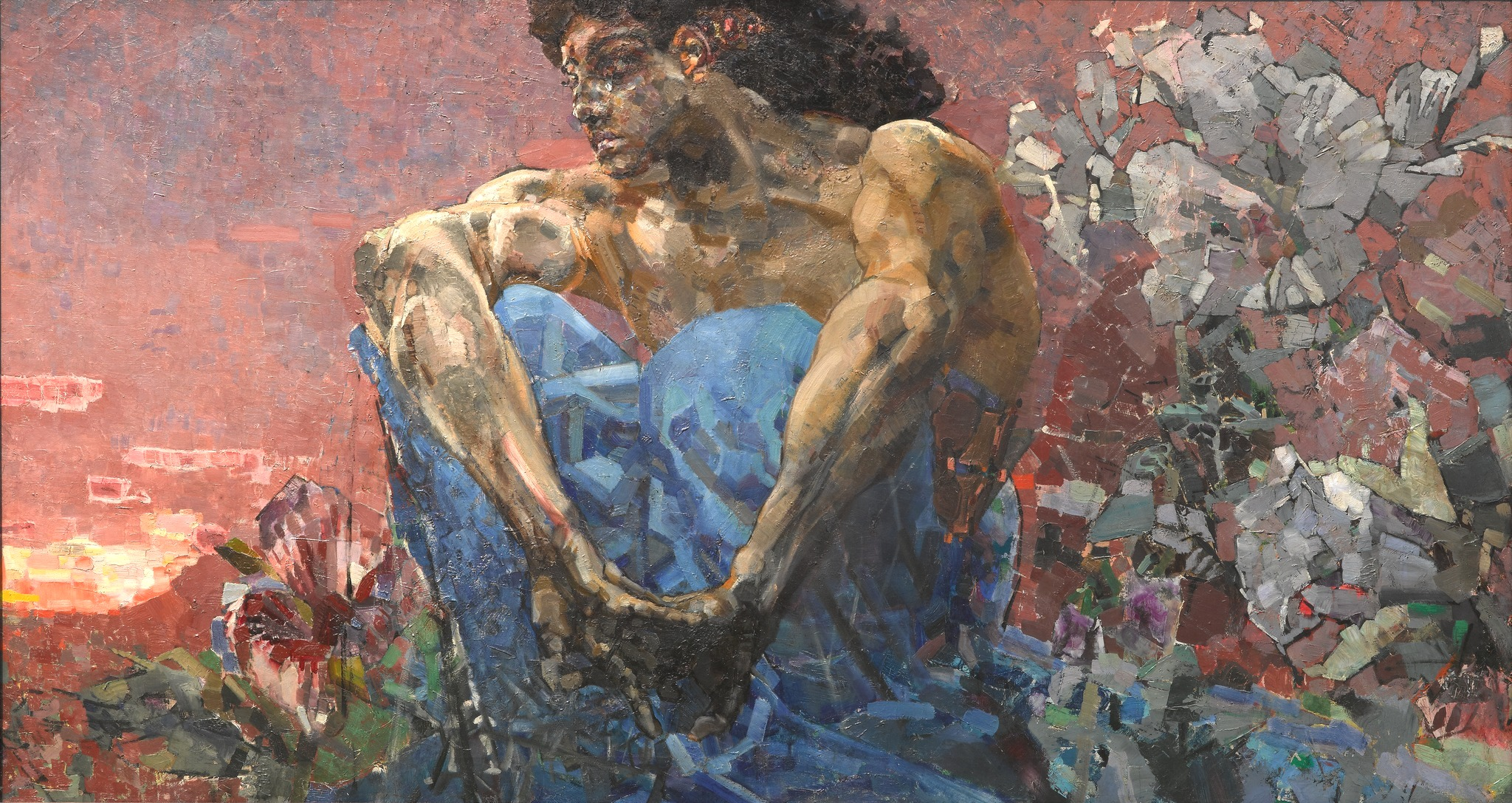
Dämon, 1890
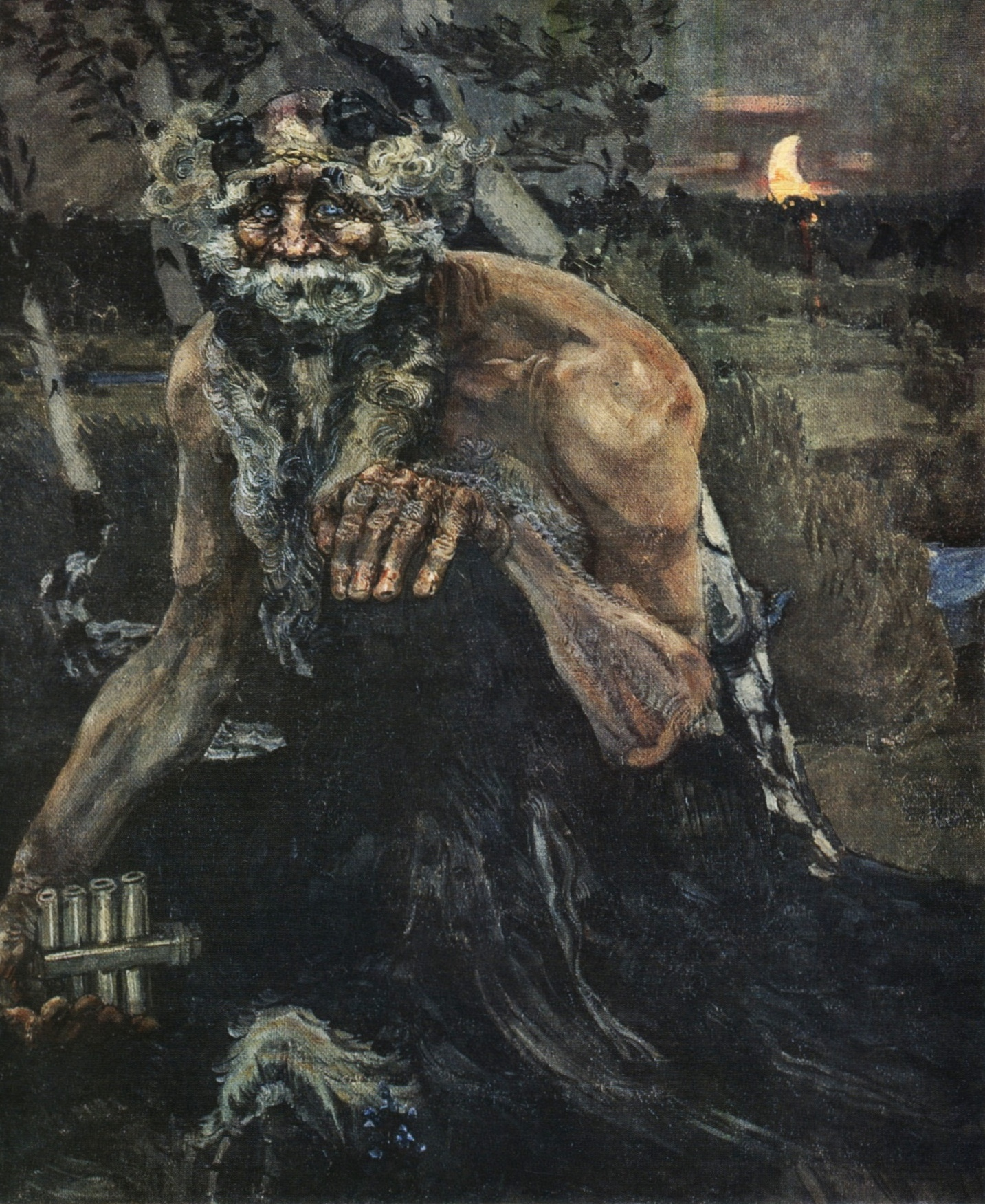
Pan, 1899
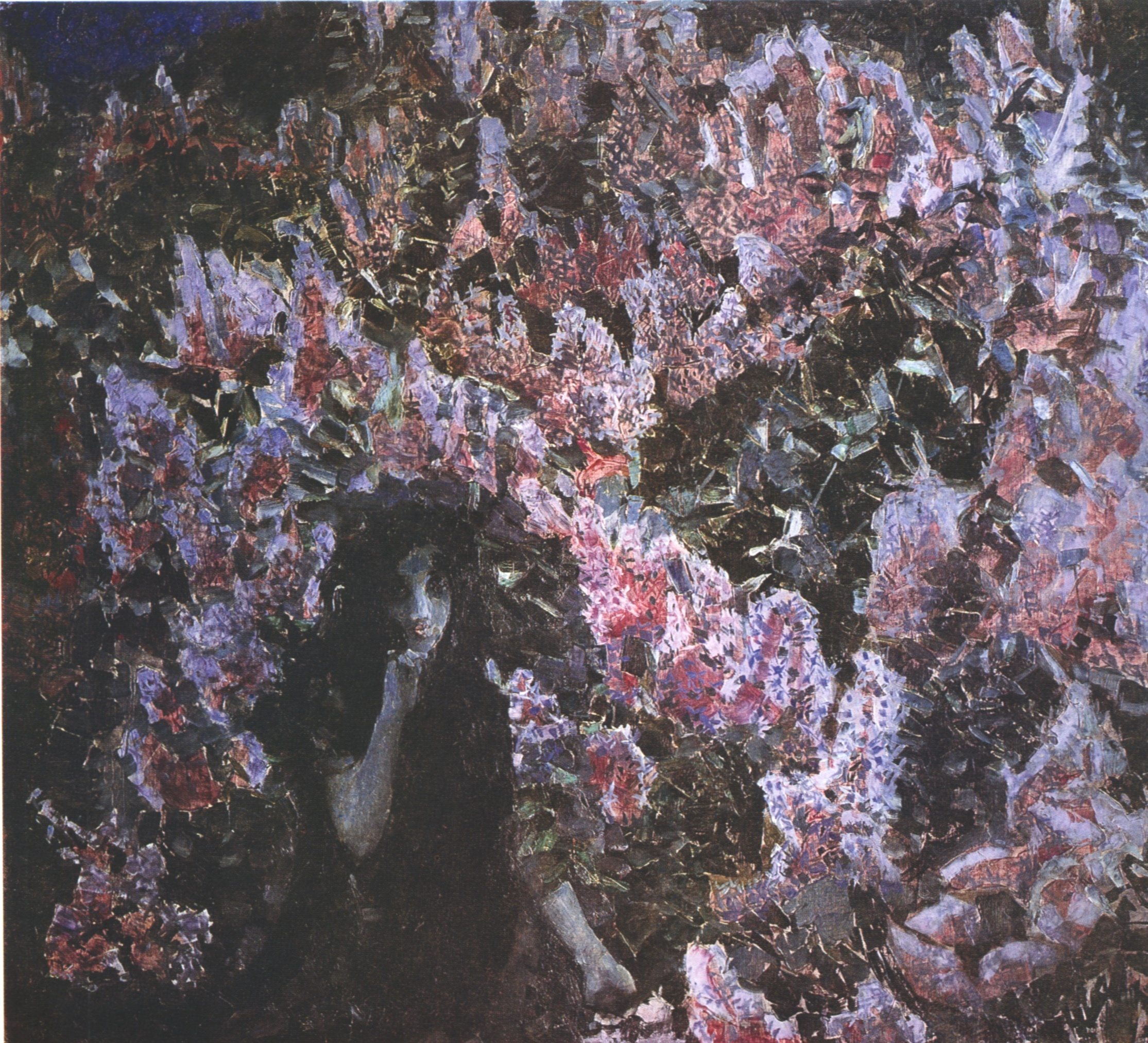
Flieder, 1900
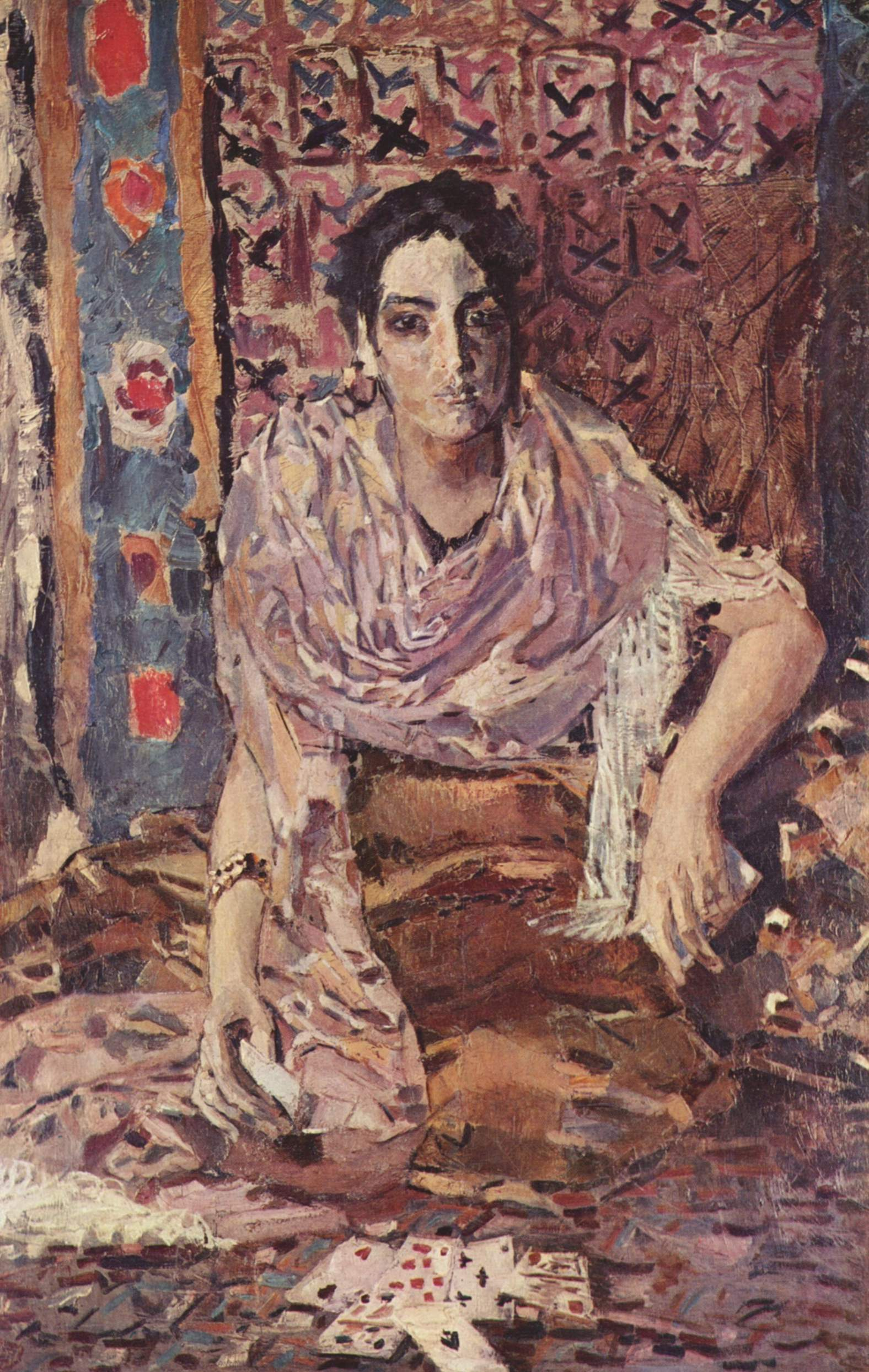
Die Wahrsagerin, 1895
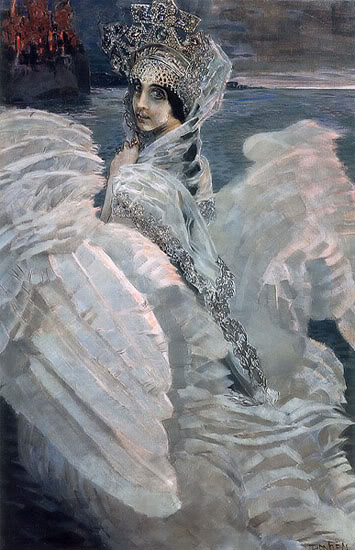
Die Schwanenprinzessin, 1900
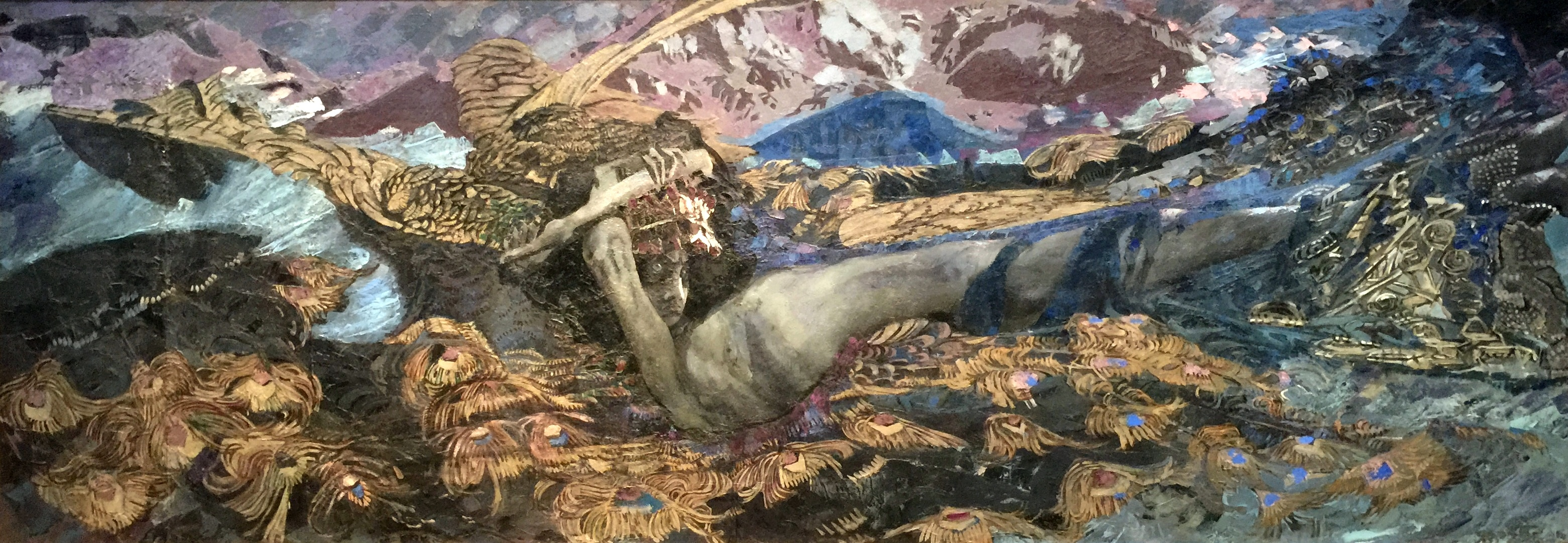
Der gefallene Dämon, 1902
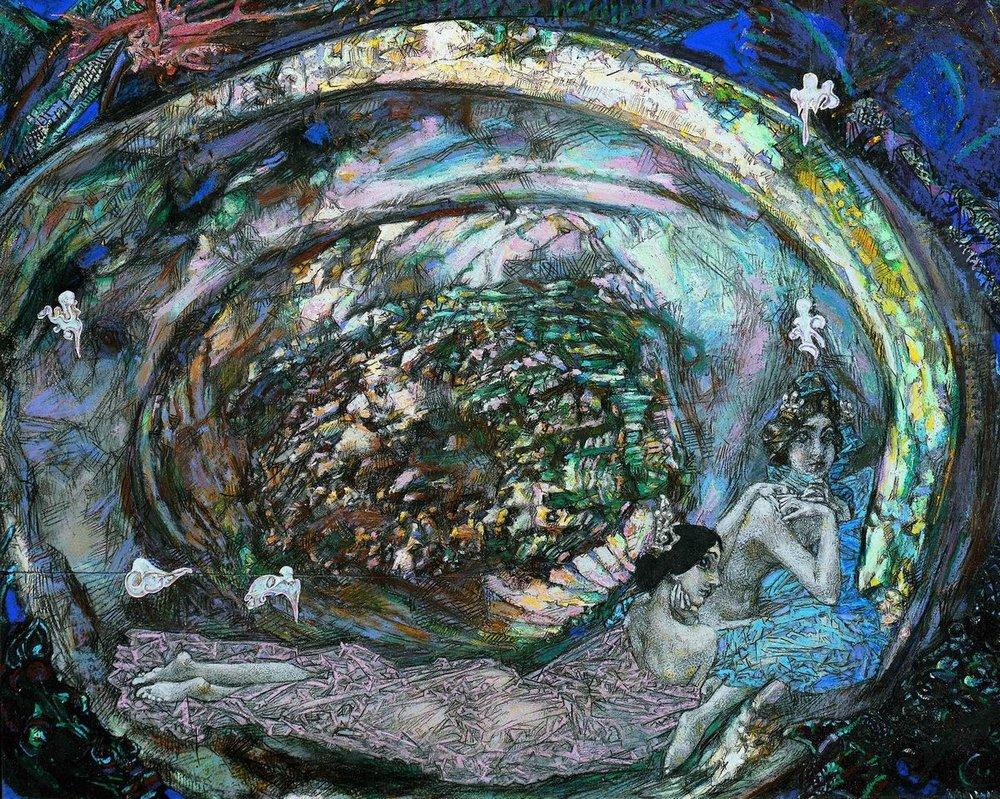
Perle, 1904
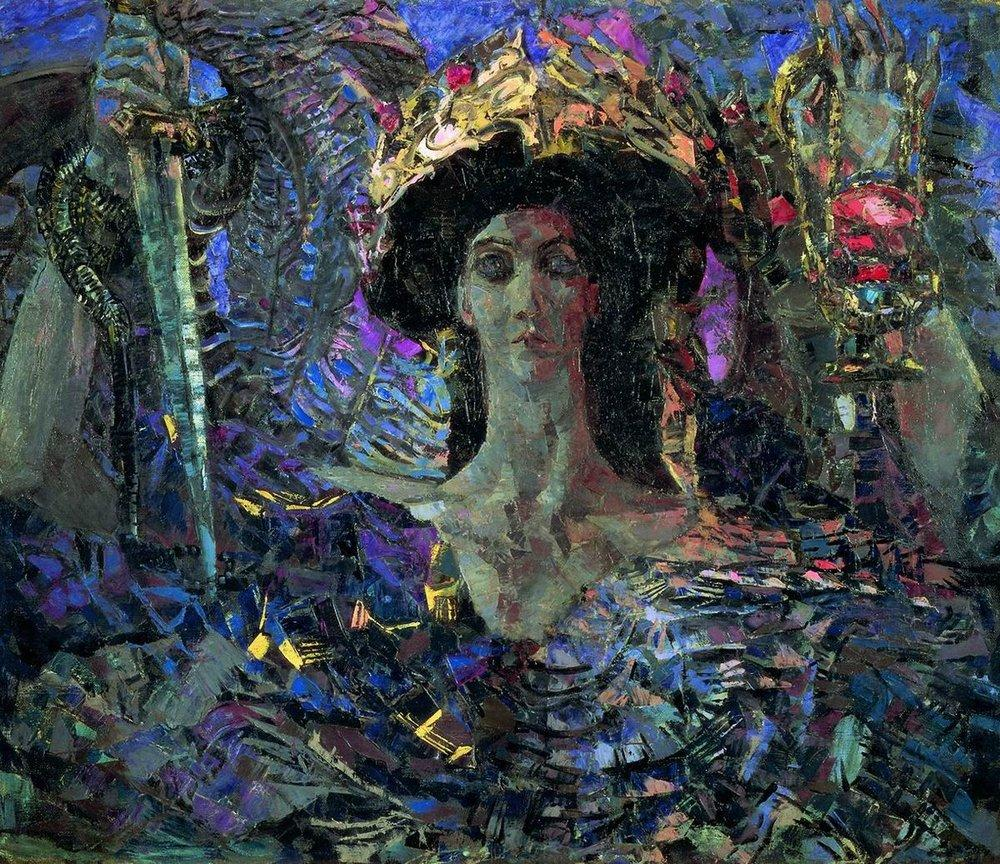
Azrael, 1904

## Ausstellung (Auswahl)
- 2017: Werke Wrubels, darunter die Kaminverkleidung mit der Darstellung des russischen Volksepos Mikula und Wolga. Moskauer Glanz der Zarenzeit – Keramische Schätze aus dem Museum Kolomenskoje, Hetjens-Museum, Düsseldorf[1]
- 1997: Michail Wrubel – Der russische Symbolist, Kunsthalle Düsseldorf und Haus der Kunst, München[2]

## Einzelbelege
1. ↑  Keramik eines Symbolisten, in Rheinische Post, vom 31. Januar 2017
2. ↑  Haus der Kunst, Ausstellung 8. Mai – 20. Juli 1997:  Michail Wrubel – Der russische Symbolist

| Personendaten    | Personendaten                            |
| ---------------- | ---------------------------------------- |
| NAME             | Wrubel, Michail Alexandrowitsch          |
| ALTERNATIVNAMEN  | Врубель, Михаил Александрович (russisch) |
| KURZBESCHREIBUNG | russischer Maler des Symbolismus         |
| GEBURTSDATUM     | 17. März 1856                            |
| GEBURTSORT       | Omsk                                     |
| STERBEDATUM      | 14. April 1910                           |
| STERBEORT        | Sankt Petersburg                         |